# Берит (Marvel Comics)
Берит (англ. Bereet) — персонаж, появляющийся в американских комиксах издательства Marvel Comics.

## История публикаций
Берит впервые появилась в «Rampaging Hulk» #1–2 (январь, апрель 1977 года) и была создана Дагом Манчем и Уолтом Симонсом. Она также появилась в «Rampaging Hulk» #9 (Июнь 1978).
Эта версия впоследствии появилась в альтернативной версии вселенной. В основной версиии Земли-616 сначала появилась в Incredible Hulk #269 (Март 1982) и продолжала появляться в серии в Incredible Hulk #270-282 (апрель 1982 — апрель 1983), #285 (июль 1983) и #287 (сентябрь 1983).
Берит получила заметку в энциклопедическом справочнике «Official Handbook of the Marvel Universe: Hulk» (2004).

## Биография персонажа
Берит была техно-художником Крилора женского пола, которая использовала свои внеземные технологии, чтобы снимать фильмы о вымышленных приключениях себя и Халка. Большая часть населения помешана на техно-художественных фильмах, уводящих от проблем, что привело к её популярности среди людей. Берит отправилась на Землю и занялась Халком, когда он был Брюсом Баннером, оказав поддержку Халку и Рику Джонсу. Она также столкнулась с преступной Галкой.
Берит использовала много устройств, таких как пространственный исказитель, Маска Банши, Защитников, её "любимчик" Старки, и множество других современных технологичных устройств.
Планета Крилор и её население были уничтожены Эго — Живой планетой в начале кроссовера «Строгий режим».

## Силы и способности
Как Крилорианка, у Берит есть много черт, характерных её полугуманоидному виду, подобному млекопитающей птице, включая очень пористые ("полые") кости; тройной музыкальный голос; два пальца и большой палец на каждой руке; два пальца на каждой ноге; красные зрачки; темно-розовый цвет кожи. Она использует много техно-художественных созданий, включая свой пространственный исказитель (который она носит через плечо, как сумку), Маску Банши, Защитников, Энергетических едоков, "Порхание", Гидро-сферу, Паука жизнеобеспечения, "Спиндрона", Звездные глаза и "поисковых роботов". Берит продемонстрировала много других техно-художественных созданий в своих фильмах, но неизвестно, использовала ли она кого-либо из них во вселенной 616.

## Вне комиксов
Мелия Крейлинг (англ. Melia Kreiling) сыграла Берит (в виде обычной розовокожей ксандарианки) в фильме «Стражи Галактики», вышедшем в 2014 году. После того, как Питер Квилл захватил Сферу на планете Мораг, он обнаруживает Берит на своем корабле. Он высаживает её на Ксандаре, в то время как сам пытается продать Сферу.